# ハックナル・タウンFC
ハックナル・タウン・フットボールクラブ（Hucknall Town Football Club）はイングランド、ノッティンガムシャー州、ハックナルを本拠地とするサッカークラブチームである。2010-2011シーズンはノーザンプレミアリーグ・プレミアディヴィジョン（7部相当）に所属。

## タイトル

### 国内タイトル
- ノーザンプレミアリーグ・プレミアディヴィジョン:1回

2003-2004
- ノーザンプレミアリーグ・チェアマンズカップ：1回

2003-2004
- ノーザンカウンティーズ・イーストリーグ・プレミアディヴィジョン:1回

1997-1998
- ノーザンカウンティーズ・イーストリーグ・ファーストディヴィジョン:1回

1992-1993
- ノーザンカウンティーズ・イーストリーグ・リーグカップ:3回

1993-1994,1996-1997,1997-1998
- ノーザンカウンティーズ・イーストリーグ・プレジデンツカップ:1回

1996-1997
- セントラルミッドランズリーグ・スプレームディヴィジョン:2回

1989-1990,1990-1991
- セントラルミッドランズリーグ・リーグカップ:3回

1989-1990,1990-1991,1991-1992
- ノッツアリアンス・シニアディヴィジョン:4回

1976-1977,1977-1978,1987-1988,1988-1989
- ノッツアリアンス・ファーストディヴィジョン:3回

1972-1973,1980-1981,1986-1987
- ノッツアリアンス・セカンドディヴィジョン:1回

1978-1979
- ノッティンガムシャー・シニアカップ:6回

1984-1985,1990-1991,1997-1998,1999-2000,2000-2001,2002-2003
- ノッツ・ジュニアカップ:1回

1963

### 国際タイトル
- なし